# 김민석 (탁구 선수)
김민석(1992년 2월 25일 ~ )은 대한민국의 탁구 선수로 KGC인삼공사에 소속되어 있다. 2012년 독일 도르트문트 세계선수권대회 단체 동메달을 획득하였다.

## 수상
- 2015.7월 광주 하계유니버시아드대회 혼합복식 금메달,남자복식 동메달

## 참조
- 국제탁구연맹기록